# Rubino di Cantavenna
Il Rubino di Cantavenna è un vino DOC piemontese la cui produzione è consentita nel territorio di Gabiano (AL).
La sua composizione è una miscela di Barbera (75-80%), Freisa (10-20%) e Grignolino (5%).

## Caratteristiche organolettiche
- colore: rosso rubino chiaro con riflessi granati.
- odore: vinoso con leggero profumo gradevole caratteristico.
- sapore: asciutto, armonico, pieno.

## Zona di produzione
La zona di produzione del Rubino di Cantavenna comprende alcune tra le colline più  a nord del Monferrato che dominano il corso del fiume Po e le risaie del Vercellese mentre sullo sfondo appare il Monte Rosa.
In questa zona sul finire del secondo secolo avanti Cristo  giunsero i Romani che trovarono nuclei di popolazioni di origine ligure ove ora sono le frazioni del comune.  Cantavenna significa "luogo vicino alle acque". Gli abitanti di questa regione collinare monferrina ebbero la cittadinanza romana nel 49 a.c. poi nei secoli quinto d.c. vi si stabilirono genti di origine germanica. Ai Goti, nella seconda metà del secolo VI d.c.,vennero ad aggiungersi i Longobardi da cui le desinenze di alcuni nuclei abitati quali Varengo, Zoalengo e Mincengo. Due secoli dopo con Carlo Magno la stessa zona venne occupata  dai Franchi. 
Più che alla bellezza e alla storia dei luoghi il vino è però legato al microclima ed alle caratteristiche minerali del suolo sul quale sono coltivati i vitigni dai quali deriva, che contribuiscono a determinare il carattere e la singolarità del prodotto. A differenza delle zone più a sud del Monferrato queste colline, di altitudine tra I 250 ed i 400 metri s.l.m. con terreni di natura argilloso calcarea, hanno una notevole escursione termica con importanti brezze estive che vengono dal nord con il risultato di produrre vini più leggeri, freschi e profumati con un colore più  tenue.
Negli anni '60 il senatore monferrino  Paolo Desana approfondì e propose le due Denominazioni di Origine Controllata Rubino di Cantavenna e Gabiano creando due importanti piccole Doc.

## Produzione
Provincia, stagione, volume in ettolitri
- Alessandria  (1990/91)  605,46
- Alessandria  (1991/92)  447,72
- Alessandria  (1992/93)  583,21
- Alessandria  (1993/94)  459,69
- Alessandria  (1994/95)  327,08
- Alessandria  (1995/96)  218,54
- Alessandria  (1996/97)  269,43